# Komet Mueller 5
Komet Mueller 5 (uradna oznaka je 173P/Mueller 5) je periodični komet z obhodno dobo okoli 13,6 let. 
Komet pripada Jupitrovi družini kometov .

## Odkritje
Komet je odkrila ameriška astronomka Jean Mueller 20. novembra 1993 na Observatoriju Palomar v Kaliforniji, ZDA.